# .do

.do est le domaine de premier niveau national (country code top level domain : ccTLD) réservé à la République dominicaine.